# Чиста-Дембіна
Чиста-Дембіна (пол. Czysta Dębina) — село в Польщі, у гміні Гошкув Красноставського повіту Люблінського воєводства.
Населення — 151 особа (2011).
У 1975-1998 роках село належало до Замойського воєводства.

## Демографія
Демографічна структура станом на 31 березня 2011 року:
|          | Загалом | Допрацездатний вік | Працездатний вік | Постпрацездатний вік |
| -------- | ------- | ------------------ | ---------------- | -------------------- |
| Чоловіки | 72      | 14                 | 47               | 11                   |
| Жінки    | 79      | 12                 | 31               | 36                   |
| Разом    | 151     | 26                 | 78               | 47                   |